# Бен 10: Омнивърс
„Бен 10: Омнивърс“ (на английски: Ben 10: Omniverse) е американски анимационен сериал, чиято премиера е на 22 септември 2012 г. по Картун Нетуърк. Сериалът е третото продължение на „Бен 10“, след „Бен 10: Извънземна сила“ и „Бен 10: Ултра извънземен“. Това е втората версия на Бен с коренно различен дизайн и облик, с което става най-променяния герой от Cartoon Network. Изпълнителният продуцент на новото шоу е Мат Йънгбърг (продуцент на Transformers: Animated).

## „Бен 10: Омнивърс“ в България
„Бен 10: Омнивърс“ започва излъчване в България на 24 септември 2012 г. от 18:30 по Cartoon Network. Премиерите свършват на 5 ноември 2012 г., като се излъчват 10 епизода. На 11 март 2013 г. започват нови епизоди по същия канал и със същото разписание, които продължават до 13 май 2013 г., като се излъчват още 10 епизода. На 16 септември 2013 г. започва излъчването на нови 10 епизода с разписание всеки понеделник от 18:30, като по изключение на 23 септември 2013 г. се излъчват 2 епизода. Премиерите на сериала завършват през октомври 2015 г.
| Роля          | Изпълнител |
| ------------- | --- |
| Бен           | Иван Велчев |
| Гуен          | Мина Костова |
| Кевин Левин   | Анислав Лазаров |
| Макс          | Георги Тодоров |
| Други гласове | Елена Бойчева Веселин Калановски Кирил Бояджиев Петър Бонев Анатолий Божинов Георги Стоянов Илия Иванов Стоян Цветков Николай Пърлев |

| Обработка              | Александра Аудио |
| ---------------------- | ---------------- |
| Изпълнителен продуцент | Васил Новаков    |
| Преводач               | Вилма Карталска  |
| Тонрежисьор            | Петър Костов     |
| Режисьор на дублажа    | Петър Върбанов   |

## Епизоди
Вижте: Списък с епизодите на Бен 10: Омнивърс.